# Вільям Саксбі
Вільям Барт «Білл» Саксбі (англ. William Bart «Bill» Saxbe; нар. 24 червня 1916, Механіксбург, Огайо — пом. 24 серпня 2010, там само) — американський політик з Республіканської партії США.
Він брав участь у Другої світової війни і війні в Кореї. Закінчив Школу права Університету штату Огайо у 1948 році, а потім працював адвокатом в Колумбусі, штат Огайо. У 1951 і 1952 рр. — лідер більшості у Палаті представників штату Огайо, у 1953 і 1954 рр. — спікер Палати. Генеральний прокурор Огайо з 1957 по 1959 та з 1963 по 1969.
Був членом Сенату США з 1969 по 1974. Саксбі працював Генеральним прокурором США з 1974 по 1975 і послом США в Індії з 1975 по 1977. Потім він повернувся до свого рідного міста Механіксбург, щоб продовжити кар'єру адвоката.